# Bossiaea leptacantha
Bossiaea leptacantha là một loài thực vật có hoa trong họ Đậu. Loài này được E.Pritz. miêu tả khoa học đầu tiên.